# 12 (film fra 2007)
12 (russisk: 12) er en russisk spillefilm fra 2007 af instrueret af Nikita Mikhalkov. Filmen er en russisk genindspilning af Sidney Lumets amerikanske retsdrama-film fra 1957 Tolv vrede mænd.
Filmen modtog en række russiske filmpriser og var ved den 64. filmfestival i Venedig nomineret til Guldløven. Ved filmfestivalen modtog Mikhalkov prisen "Special løven" for sit arbejde som instruktør, herunder for sit arbejde med 12. Filmen blev tillige nomineret til en Oscar for bedste fremmedsprogede film.

## Medvirkende
- Sergej Makovetskij
- Nikita Mikhalkov
- Sergej Garmasj
- Valentin Gaft
- Aleksej Petrenko